# Peter Waage
Peter Waage (Flekkefjord, 29 de juny de 1833 - Oslo, 13 de gener de 1900) va ser un químic noruec i professor de la Universitat d'Oslo. Al costat del seu amic, el també químic i matemàtic Cato Guldberg, Waage va descobrir i va desenvolupar la llei d'acció de masses entre els anys 1864 i 1879.

## Biografia
L'any 1854, Waage es va matricular a la Universitat d'Oslo on va conèixer a Cato Gulberg i tots dos van travar bona amistat. Després d'estudiar medicina durant tres anys, Waage va canviar per la mineralogia i la química i finalment es va graduar en 1859.
Es va casar amb Johanne Christiane Tandberg Riddervold i van tenir cinc fills. Després de la mort d'ella en 1869, Waage es va casar amb una de les germanes del seu amic Guldberg, Mathilde Sofie, amb la qual va tenir sis fills.
De 1868 fins a 1869 va ser president de la Norwegian Polytechnic Society i el 1880 president de la branca noruega de l'YMCA.

## Publicacions
- Waage, P.; Guldberg C. M. (1864). "Studies Concerning Affinity". Forhandlinger: Videnskabs - Selskabet i Christinia (Norwegian Academy of Science and Letters): 35.
- Abrash, Henry I.; Gulberg, C. M. (1986). "Studies Concerning Affinity". Journal of Chemical Education 63: 1044-1047. Bibcode:1986JChEd..63.1044W.doi:10.1021/ed063p1044